# 金丸筑前守
金丸 筑前守（かねまる ちくぜんのかみ）は、戦国時代の武将。『寛政重修諸家譜』は諱を虎義とする。武田信玄に仕えた。軍中使番十二人のうちの一人。

## 略歴
生年は不明。
父は、『寛政重修諸家譜』では虎嗣（若狭守）。『甲斐国志』『甲陽軍鑑』では金丸忠経（若狭守）とするが、両人は活動時期の重なる同世代の人物であることが指摘される。忠経（若狭守）は『甲斐国志』によれば天文5年（1536年）9月5日に死去したとしているが、それ以降の活動も見られることから誤りであることが指摘され、忠経・筑前守の父に相当する「金丸若狭守」が存在した可能性が考えられている。
諱は『甲斐国志』や『寛政重修諸家譜』では「虎義」としているが、確実な史料からは確認されない。虎義の「虎」の字は信虎より賜ったものと思われる。
武田信玄の傳を務めたという。躑躅ヶ崎館を預かった。伊那攻め、佐久攻略戦に参加。
『甲陽軍鑑』によれば、筑前守は武田家の使番を務めたという。永禄9年（1566年）8月晦日に、信玄側近の市川家光から甲府城下南部・一条小山に立地する一蓮寺内の軸屋敷跡の安堵を命じられている。永禄10年（1567年）3月6日には武田家臣・真田幸綱（一徳斎幸隆）が上野国の白井城（群馬県渋川市）を攻略した際に、箕輪城（群馬県高崎市）に在番していた春日虎綱（高坂昌信）との談合を命じられている。
元亀2年（1571年）8月8日に死去。墓所は山梨県南アルプス市徳永の長盛院。法名は『甲斐国志』所収の長盛院に伝わる位牌によれば、「長盛院玉叟浄金庵」とされる。『甲斐国志』では筑前守の没年を元亀3年（1572年）で、法名を「長守院大叟照公禅定門院」とする異説を紹介しこちらを妥当としているが、確定されていない。『寛政重修諸家譜』では、没年は不明、法名を存九とする。
『甲斐国志』『甲陽軍鑑』によれば、筑前守の子息には金丸平三郎・土屋昌続・金丸平八郎・秋山昌詮・金丸助六郎・土屋昌恒・土屋惣八・秋山源三郎がいる。

## 子孫の動向
筑前守の嫡男である平三郎は永禄3年（1560年）を終見史料とし、以降は足跡が途絶える。『甲陽軍鑑』によれば平三郎は武田信廉の被官に殺害されたという。金丸氏の家督は助六郎が継承し、天正10年（1582年）3月の織田・徳川連合軍の甲斐侵攻に際して死去している。助六郎の子孫は結城秀康の家臣となっている。
一方、筑前守の次男・昌続（昌次）は武田家の奥近習六人の一人となり、永禄4年（1561年）の川中島の戦い以降に土屋氏の名跡を継ぎ信玄の側近となる。昌続は天正3年（1575年）5月21日の長篠の戦いにおいて戦死し、弟の昌恒が家督を継承した。
筑前守の三男・昌詮は武田家の譜代家老・秋山虎繁（信友）の女婿となり秋山氏を継ぐが、天正7年（1579年）7月23日に病死する。その後、筑前守の七男・源三郎（親久）が同じく虎繁の女婿となり、秋山氏を継承する。源三郎は天正10年（1582年）3月の武田氏滅亡の際に戦死しているが、『寛永諸家系図伝』では伊豆大平へ逃れた子孫がいたとする伝承を記している。
娘のうち一人は多田昌俊（三八郎）に嫁いだ。他にも諏訪家重臣、小澤主善にも娘を嫁がせている。